# Sokon Matsumura
Sokon Matsumura (松村 宗棍?) fue uno de los precursores de las técnicas que en su conjunto conocemos como karate en la actualidad.Según las fechas en la placa de la tumba de Matsumura, colocada allí por su familia, nació en 1809 y murió en 1899.

## Primeros años
Sokon Matsumura, nació en Yamagawa Pueblo, Shuri, Okinawa. Matsumura comenzó el estudio del karate bajo la dirección de Sakukawa Kanga (1786–1867). El maestro Sakukawa era reacio a enseñar a Matsumura debido al carácter problemático de éste. Sin embargo, Sakukawa se había comprometido con Matsumura Sofuku, padre de Matsumura, en educar a su hijo y así lo hizo. Matsumura vivió, estudió y entrenó durante cinco años con Sakukawa. Tras estos años consiguió un gran reconocimiento como experto en las artes marciales.

## Servicio Real
Matsumura fue reclutado por el servicio de la familia Sho, la familia real del Reino de Ryukyu y recibió el título Shikudon (también denominado Chikudun Pechin), un rango de nobleza. Comenzó su carrera sirviendo al 17º rey de la segunda dinastía Shö Ryukyu, el rey Shö Kö. En 1818 se casó con Yonamine Chiru, que era también una experta en artes marciales. Matsumura llegó a ser el instructor jefe de las artes marciales y guardaespaldas del Rey Shö Kö Okinawa. Posteriormente se desempeñó en este cargo durante los dos últimos reyes de Okinawa, Shö Iku y Shö Tai. Matsumura viajó en nombre del gobierno real, en varias ocasiones a Fuzhou y Pekín en China y al feudo de los señores de Satsuma en Japón. Estudió varios estilos del kung fu/ Chuan Fa en China, y así como kenjutsu (esgrima clásica) en el Japón; trayendo y sintetizando sus experiencias basadas en lo que había aprendido, a la isla de Okinawa.

## Jigen-ryü kenjutsu (esgrima clásica japonesa)
Él fue el primero en introducir los principios de la escuela de esgrima del clan Satsuma, o  Jigen-Ryü kenjutsu; al combate a mano vacía, y al kobudo de la época o Ryukyu Kobujutsu (Ryukyuan artes marciales tradicionales de Okinawa), asimismo se le atribuye la sistematización de las bases del arte nativo del Bojutsu. Enseñó la esgrima Jigen-Ryü a algunos de sus estudiantes, incluyendo Anko Asato y Chochu Itarashiki. El Tsuken Bo tradicional fue perfeccionado por el maestro Tsuken Seisoku Ueekata de la ciudad de Shuri.

## Kata o formas
Al maestro Matsumura se le acredita la transmisión de varias de las formas del karate Shorin-Ryu conocidas como: Naihanchi I, II, III. Passai, Seisan, Chinto, Gojushiho, Kusanku y Hakutsuru. El kata Hakutsuru contiene los elementos del sistema de la Grulla Blanca de la provincia Fujian, el cual difiere del enseñado en el sistema del templo Shaolin al ser más suave y fluido. Otro conjunto de kata, conocido como "Channan" en tiempo de Matsumura, se dice que fue ideado por él mismo y fue la base para las formas Pinan / Heian I, II, III. El estilo de Matsumura ha perdurado hasta nuestros días y los katas antes mencionados son el núcleo, de varios estilos de karate actuales como lo son: Shorin Ryu, y a sus estilos descendientes como son Shotokan y Shito Ryu.

## Enseñanzas de Bushi Matsumura
Al maestro Matsumura se le concedió el título de "bushi", que significa "guerrero" de parte del rey de Okinawa en reconocimiento a sus habilidades y logros en las artes marciales. Fue descrito por Gichin Funakoshi como un maestro o "sensei" con una presencia aterradora, Matsumura nunca fue derrotado en un duelo, a pesar de la gran cantidad de combates reales que libró. Alto, delgado, ágil y con un par de ojos inquietantes, los cuales fueron descritos por su alumno, el también maestro Yasutsune Itosu (también conocido como: Anko Itosu) como rápidos y fuertemente engañosos. En cuanto a su contribución a las artes marciales, ha sido el progenitor de muchos estilos contemporáneos de karate: Shorin-Ryu, Shotokan y Shito Ryu (del sensei Mabuni), por ejemplo. En última instancia, todos los estilos modernos del karate que evolucionaron del linaje de Shuri-te se remontan a las enseñanzas de Bushi Matsumura. Es de destacar que su nieto era el maestro de To-de, Tsuyoshi Chitose quien tiempo después ayudó al principal promotor del karate moderno, el maestro Funakoshi Gichin en la introducción temprana y la enseñanza del Karate-Do en las islas principales del Japón, Chitose además fundó el estilo de karate Chito Ryu (千 唐 流?).